# Dirck Hals

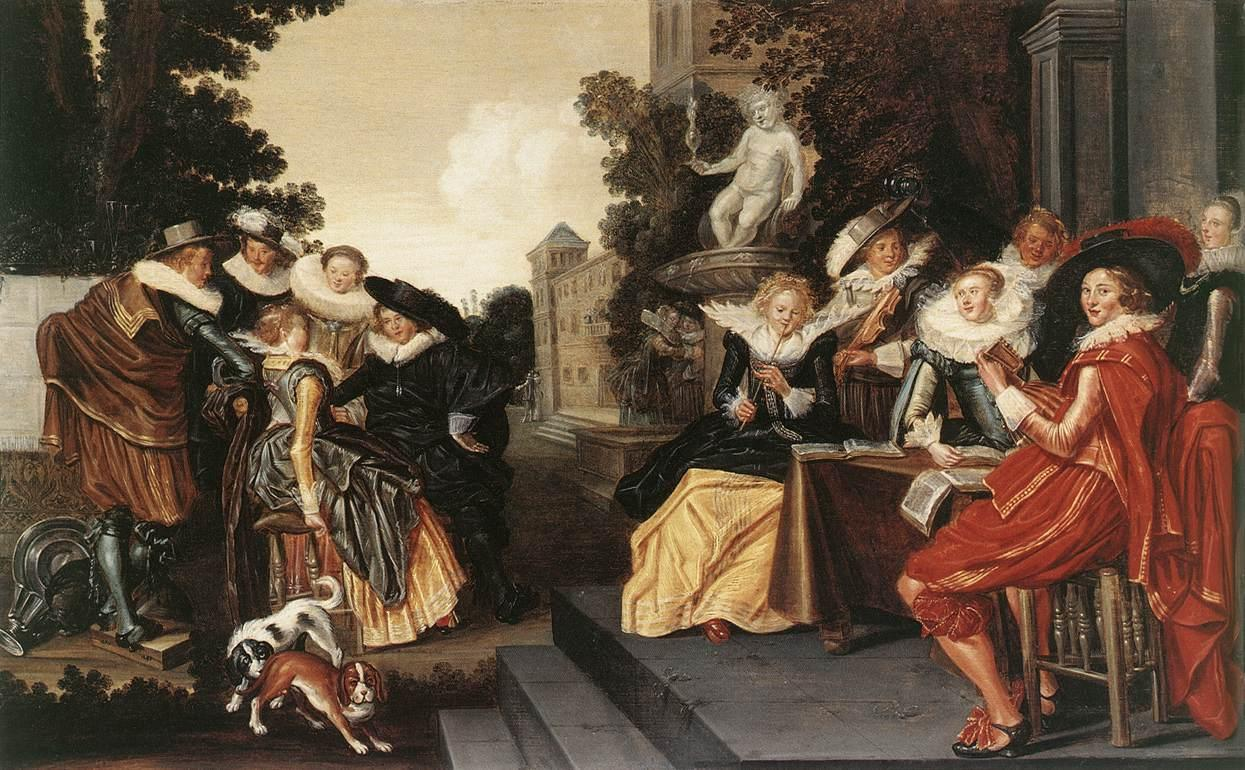
Companyia de músics en una terrassa (1620-1625)

Dirck Franchoisz Hals (Haarlem, 19 de març de 1591 – Haarlem, 17 de maig de 1656) fou un pintor, dibuixant i pintor neerlandès del segle d'or neerlandès.
Fill d'un sastre i germà petit del pintor Frans Hals, Dirck pertanyia a una família d'Anvers que havia emigrat a Haarlem a causa de la invasió espanyola. Va començar la seva carrera artística allà el 1618, fent la seva primera obra el 1621. Durant aquest període es va casar amb Agnieta Jansdr, amb qui va tenir set fills entre 1621 i 1635, entre els quals hi havia Anthonie Hals, també pintor.
Hals inicialment es va dedicar a la pintura d'animals sota la guia d'Abraham Bloemaert. Després es va concentrar gairebé exclusivament en la pintura de gènere, en particular, converses elegants i companyies alegres realitzades amb colors vius, detallades, amb figures somrients i vestits sumptuosos, però amb actituds sòbries. Les escenes estaven sovint ambientades en habitacions i jardins de la societat aristocràtica, i generalment de petites dimensions. També va fer alguns retrats.
Hals va influenciar els pintors Nathaniel Bacon, Johann Hulsman i Willem Cornelisz Duyster. Va morir el 17 de maig de 1656, i va ser enterrat a Haarlem.

## Obres
- Banquet en un saló renaixentista, oli sobre taula, 1628, Akademie der bildenden Künste, Viena[3]
- Un banquet, oli sobre taula, 41 x 66 cm, 1628, Metropolitans Museum of Art, Nova York[9]
- Una elegant companyia de músics, oli sobre taula, 56 x 70 cm, 1637, Col·lecció privada[3]
- Recepció a l'obert, oli sobre taula, 78 x 137 cm, 1627, Rijksmuseum, Amsterdam[10]
- Companyia de músics en terrassa, oli sobre taula, 53 x 84 cm, al voltant de 1620, Frans Hals Museum, Haarlem[11]
- Companyia alegre, oli sobre taula, 45 x 67,5 cm,Col·lecció privada[7]
- Companyia alegre a taula, oli sobre taula, 28 x 44 cm, 1627-1629, Staatliche Museen, Berlín[12]
- Festa alegre en una taverna, oli sobre taula, 28 x 36 cm, 1628, Museu del Ermitage, San Pietroburgo[3]
- Músics, oli sobre taula, 43 x 47 cm, 1623, Museu del Ermitage, San Pietroburgo[13]
- Recepció a l'obert, oli sobre tela, 34 x 61 cm, 1627, Szépmûvészeti Múzeum, Budapest[14]
- Dona que strappa una lletra, oli sobre taula, 45 x 55 cm, 1631, Mittelrheinisches Landesmuseum, Magonza[15]
- El solo, oli sobre taula, 39 x 30 cm, al voltant de 1633, Akademie der bildenden Künste, Viena[3]